# Enallagma antennatum
Enallagma antennatum är en trollsländeart som först beskrevs av Thomas Say 1839.  Enallagma antennatum ingår i släktet Enallagma och familjen dammflicksländor. Inga underarter finns listade i Catalogue of Life.